# Chiara Rebagliati
Chiara Rebagliati (ur. 23 stycznia 1997) – włoska łuczniczka, olimpijka z Tokio 2020.

## Wyniki
| Impreza            | Rok  | Miejsce | Konkurencja   | Pozycja |                      |      |       |               |     |
| ------------------ | ---- | ------- | ------------- | ------- | -------------------- | ---- | ----- | ------------- | --- |
| Impreza            | Rok  | Miejsce | Konkurencja   | Pozycja | Igrzyska olimpijskie | 2020 | Tokio | indywidualnie | 17. |
| drużynowo          | 7.   |         |               |         | Igrzyska olimpijskie | 2020 | Tokio |               |     |
| mikst              | 9.   |         |               |         | Igrzyska olimpijskie | 2020 | Tokio |               |     |
| Mistrzostwa świata | 2021 | Yankton | indywidualnie | 9.      |                      |      |       |               |     |
| Mistrzostwa świata | 2021 | Yankton | drużynowo     | 5.      |                      |      |       |               |     |